# Сейсмічність Антарктиди
Територія Антарктиди — характеризується відносно помірною сейсмічністю.

## Загальна характеристика
Антарктида є єдиним материком нашої планети, на якому не зафіксовано дуже сильних та руйнівних за (шкалою інтенсивності MSK-64) землетрусів. Проте, в Антарктиді виявлено декілька величезних розломів земної кори. Один з них простягнувся через море Ведделла до околиці материка. Антарктиду також оточують рухомі серединно-океанічні хребти, відповідно, дно океанів та морів, що оточують материк, є досить нестабільними в сейсмічному плані.
З 2000 року сейсмоакустичні вимірювання в Антарктиді почали здійснюватися на українській антарктичній станції «Академік Вернадський», коли на станцію був доставлений перший комплект обладнання з цифровою реєстрацією, розроблений в ГЦСК ДКАУ. У 2004 році фахівці ГЦСК ДКАУ встановили трикомпонентну цифрову сейсмічну станцію Guralp CMG40TDE, що стала базовою станцією для сейсмічного моніторингу в регіоні.

## Землетруси у минулі століття
Перший землетрус в Антарктиді було зафіксовано в 1985 році.

## Землетруси XXI століття

### 2006
20 серпня, о 12:41 (за токійським часом), тобто о 08:41 (за київським часом), в Антарктиді стався сильний (за шкалою інтенсивності MSK-64) землетрус магнітудою 7,2 балів (за шкалою Ріхтера). Згідно з повідомленням Головного метеорологічного агентства Японії, епіцентр землетрусу знаходився між Антарктидою і Південною Америкою, в морі Скоша.

### 2017
13 грудня, о 18:03:43 GМT, згідно повідомлення Геологічної служби США (USGS), поблизу острова Буве в Антарктиді стався сильно помірний (за шкалою інтенсивності MSK-64) землетрус магнітудою 6,5 балів (за шкалою Ріхтера).

### 2020
В період з серпня по листопад 2020 року, в Антарктиді зафіксували землетрус, який визнали найпотужнішим в історії спостережень, що коли-небудь був зареєстрований в Антарктиді. Вчені з Німецького дослідницького центру геонаук провели тривале дослідження неподалік Антарктиди, яке показало, що природне явище відбулося поруч з підводним сплячим вулканом Косатка. Він розташовується в протоці Брансфілд, яка розділяє Південні Шетландські острови і північно-західний край Антарктиди. Вважається, що саме Косатка міг стати однією з причин появи серії 85 тис. підземних поштовхів.

### 2021
20 березня, о 07:19 (за київським часом), сильно помірний (за шкалою інтенсивності MSK-64) землетрус магнітудою 6,1 балів (за шкалою Ріхтера) сколихнув берег Антарктиди. Згідно з повідомленням Геологічної служби США (USGS), епіцентр землетрусу лежав у акваторії Тихого океану приблизно за 800 км від узбережжя Антарктиди та за 1889 км на південь від міста Гобарт (штат Тасманія), Австралія.